# Акаба

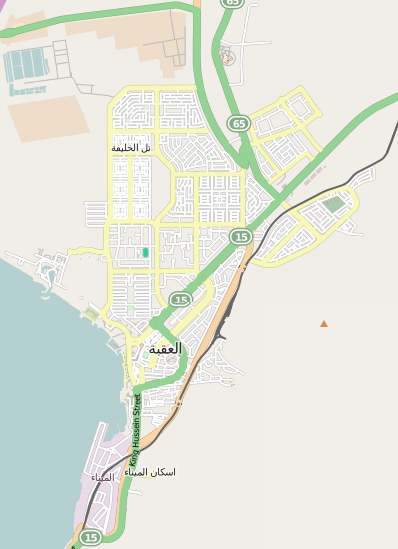
Карта Акабы

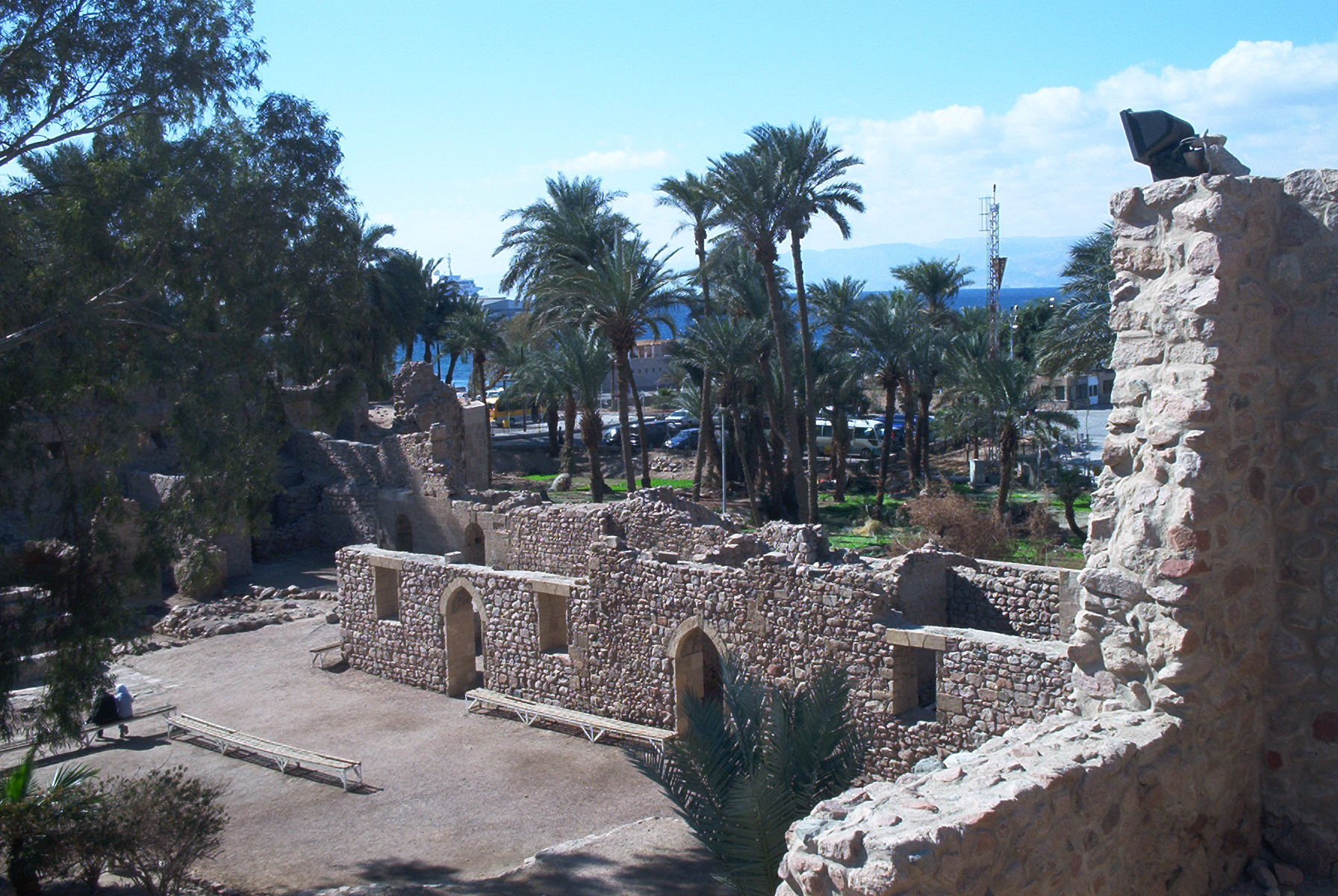
Крепость Акабы

Ака́ба (араб. العقبة‎, Аль-Акаба) — город в Иордании, являющийся её единственным морским портом, а также единственным морским курортом. Расположен на северном побережье Акабского залива Красного моря рядом с израильским городом Эйлат. Порт специализируется на вывозе фосфатов, а также иракской нефти.
Население составляет 140 тысяч человек (2014) — около 2 % населения Иордании.

## Курорт

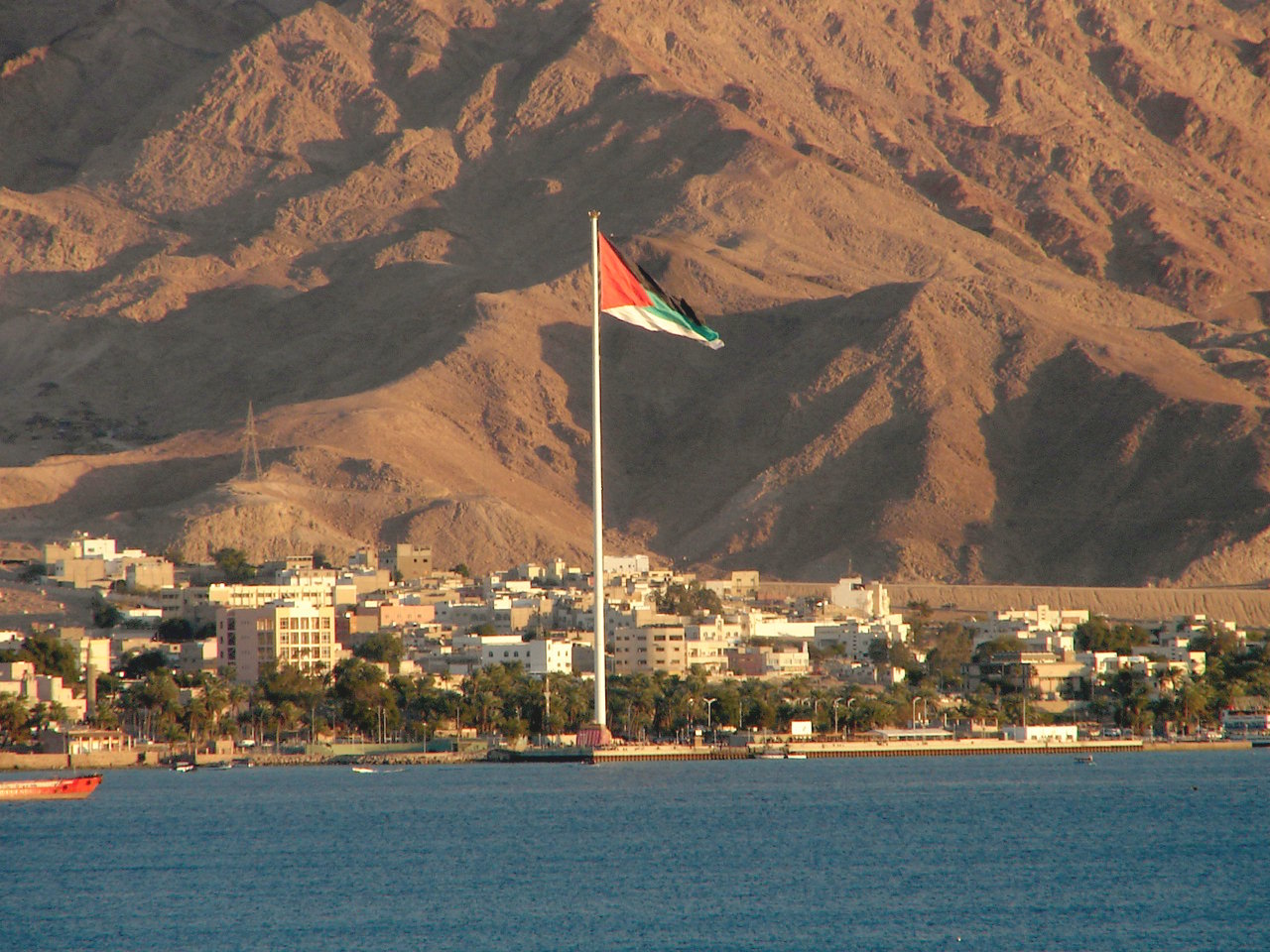
Флагшток в Акабе

Длина побережья Акабы — 27 км. В ней расположено множество гостиниц и ресторанов. В городской черте есть бесплатные пляжи. Среднемесячная температура воды зимой составляет 21,4 °C (в феврале), минимальная температура воды — 20,1 °C. Ввиду богатства подводного мира Красного моря город популярен у любителей подводного плавания. Для дайвинга в Акабе имеется развитая инфраструктура.
Как и в Эйлате, тут есть подводный аквариум, однако он немного проще. В целом, индустрия развлечений присутствует; курорт является более свободным от религиозного исламского влияния, нежели другие города Иордании — женщины позволяют себе одеваться проще. Кроме того, Акаба, как и Эйлат, объявлена зоной беспошлинной торговли, что способствует развитию шопинга: за это Акаба прозвана «экономическими лёгкими Иордании».
Город знаменит гигантским флагом арабской революции, расположенным на побережье. Высота флагштока составляет 136 метров, а размеры полотнища — 60 на 30 метров. Флаг хорошо виден из соседних стран (Эйлата в Израиле и Табы в Египте) и вошёл в книгу рекордов Гиннесса как самый большой флаг в мире.
В 2005 и 2010 годах город подвергся ракетным обстрелам со стороны Синайского полуострова.

## История
Первое поселение возникло на месте города около 6 тысяч лет назад.
В древности город носил название Элат (Elath), его населял народ эдомиты (Edomite), затем набатеи, был крупным коммерческим центром. Затем под именем Аэлана (Aelana) или Аила (Aila) входил в Римскую империю. Позже принадлежал византийцам, крестоносцам, входил в арабский халифат, Османскую империю. Был важным центром на пути паломников, совершающих хадж в Мекку.
Во время Первой мировой войны был взят восставшими арабами (см. также Лоуренс Аравийский). После войны входил в арабское королевство Хиджаз, затем в Саудовскую Аравию. В 1925 году был уступлен британскому протекторату Трансиордания (предшественнику современной Иордании).

## Экономика
В 1980-х город и порт пережили бурное развитие, благодаря строительству нефтепровода из Ирака.
В 2001 году с целью развития туристического сектора, сферы услуг и промышленности в Акабе основана специальная экономическая зона (ASEZ).

## Транспорт
В Акабе находится единственный в Иордании морской порт. Компанией Arab Bridge Maritime организовано паромное сообщение между Акабой и египетскими городами Таба и Нувейба.

## Города-побратимы
- Санкт-Петербург, Россия (2003)